# Penichrolucanus leveri
Penichrolucanus leveri (лат.) — вид жуков из семейства рогачи. Океания (Новая Гвинея, Соломоновы острова). Назван в честь R.J. Lever, коллектора типовой серии. 

## Описание
Мелкие жуки (менее 1 см). Тело прямоугольное, сильно сжатое в дорсовентральном направлении; цвет красно-коричневый. От близких видов отличается следующими признаками: усики 10-члениковые, голени средних и задних ног с небольшим зубцом на внешнем крае. Вид был впервые описан в 1938 году по материалам из Соломоновых островов (Океания). Близок к виду Penichrolucanus elongatus.